# 乐靖宜
乐靖宜（1975年3月19日—），上海人，中国女子游泳运动员。其丈夫是著名游泳运动员蒋丞稷。

## 生平
乐靖宜1982年进入上海体育俱乐部练习游泳，1988年入选上海市游泳队，1991年被选入国家队。她一共参加了两届奥运会。在1992年巴塞罗那奥运会4*100自由泳接力比赛获得银牌。在1996年亚特兰大奥运会，她夺得100米自由泳的金牌女子50米自由泳的银牌，也是该届奥运会中国代表队唯一的一块游泳金牌。1994年世界游泳锦标赛中，她以54.01秒的成绩打破100米自由泳世界纪录。
1997年乐靖宜退役后，进入上海交通大学外文系学习。之后去美国待了几年时间，又回上海开了家综合性健身俱乐部。
乐靖宜痴迷漫画至今，还在上海复旦大学东门开了一个漫画书屋。最喜欢的是《蜡笔小新》。